# 奥尔洛夫卡村委员会
奥尔洛夫卡村委员会（俄语：Орловский сельсовет）是俄罗斯联邦阿穆尔州康斯坦丁诺夫卡区所属的一个村委员会。其下辖有1个居民点，行政中心为奥尔洛夫卡。据2015年统计，该村委员会的人口为299人。
2015年，奥尔洛夫卡村委员会并入新彼得罗夫卡村委员会。